# Pietra runica di Rök
La pietra runica di Rök (svedese: Rökstenen; Ög 136) è una delle più importanti pietre runiche, ed è il primo esempio conosciuto di iscrizione runica nella pietra. Si trova nella chiesa di Rök, in Östergötland, Svezia, e viene considerato il primo esemplare di letteratura svedese scritta.

## Descrizione

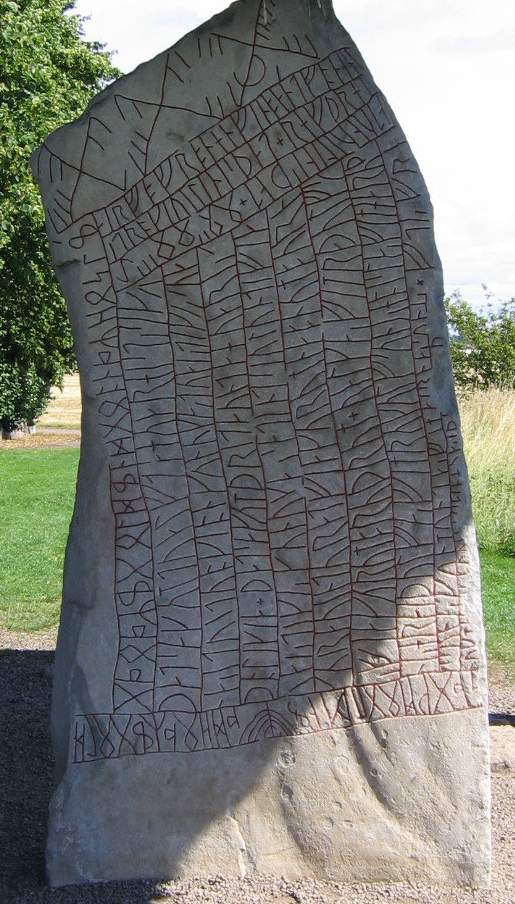
Parte anteriore

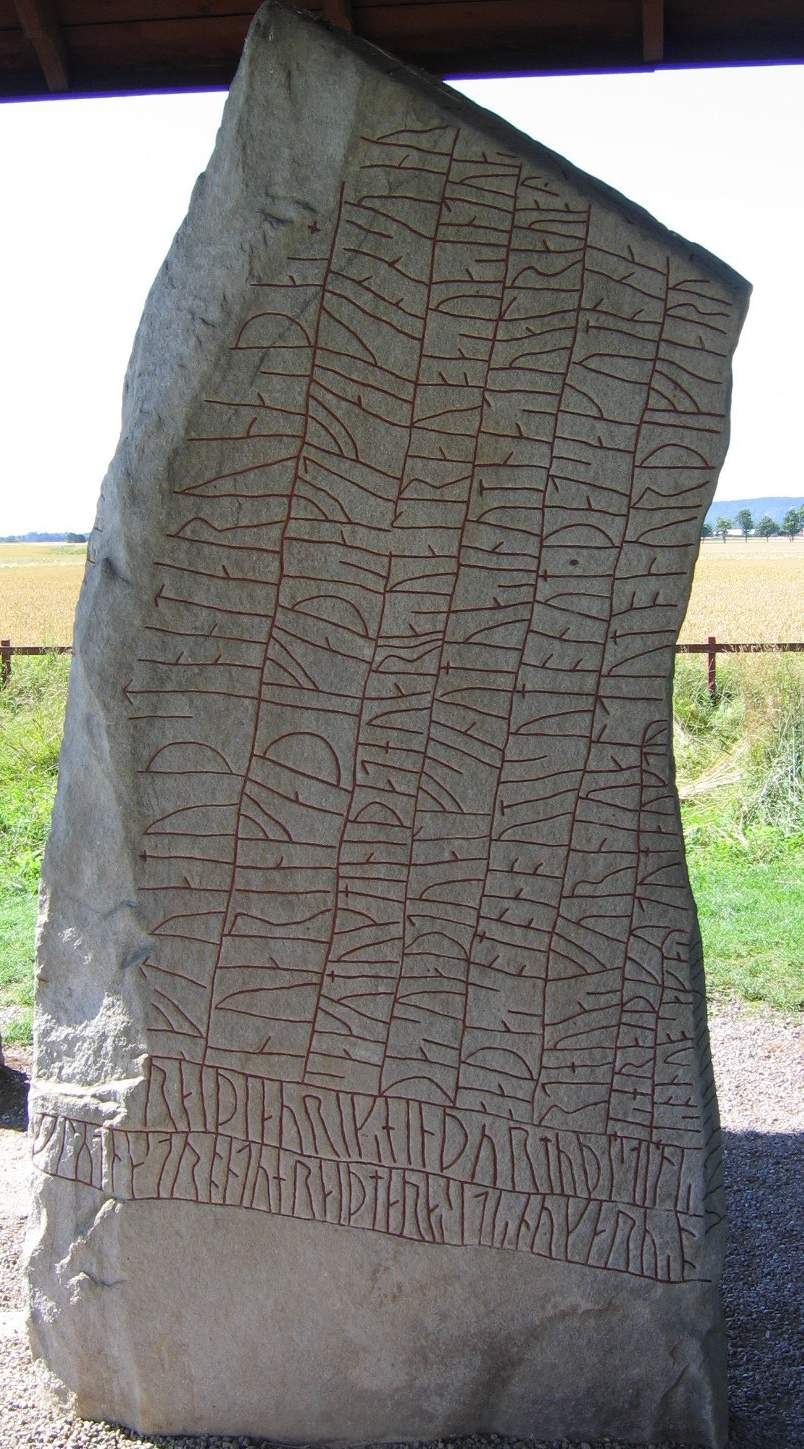
Parte posteriore

La pietra venne scoperta all'interno delle mura della chiesa nel XIX secolo, e rimossa pochi decenni dopo. Basandosi sullo stile delle iscrizioni runiche (rune corte) e sulla lingua, è stata datata attorno all'800. È ricoperta da rune su cinque lati, tutti tranne la base che avrebbe dovuto finire sotto terra. Alcune parti dell'iscrizione sono danneggiate, anche se la maggior parte sono leggibili.
Il nome di "pietra runica di Rök" è una tautologia: la pietra prende il nome dal villaggio, "Rök", che a sua volta prende probabilmente il nome dalla pietra, "Rauk" o "Rök" che significa "pietra" in norreno.
La pietra è considerata unica per il fatto che contiene un frammento che si crede essere un pezzo perduto di mitologia norrena. Fa anche un riferimento storico al re ostrogoto Teodorico il Grande.
L'iscrizione è parzialmente cifrata in due diversi modi: per spostamento e usando particolari rune cifrate. L'iscrizione è stata, con ogni probabilità, resa volutamente difficile da leggere, forse una parte di un rituale magico o una semplice dimostrazione di bravura dello scultore.

## Traslitterazione
Questa è una traslitterazione delle rune:

## Trascrizione in norreno orientale
Questa è una trascrizione delle rune in norreno orientale (IX secolo), un dialetto svedese e danese del norreno:

## Trascrizione in norreno occidentale
Questa è una trascrizione delle rune in norreno occidentale (XIII secolo), un dialetto norvegese ed islandese del norreno:

## Traduzione
Questa è una traduzione del testo: molti ricercatori concordano su come le rune dovrebbero essere decifrate, ma l'interpretazione del testo ed il significato sono ancora dibattuti. La prima parte è scritta in metrica ljóðaháttr, mentre la parte su Teodorico è scritta in metrica fornyrðislag.
E Varinn le colorò, il padre,

in memoria del figlio morto.

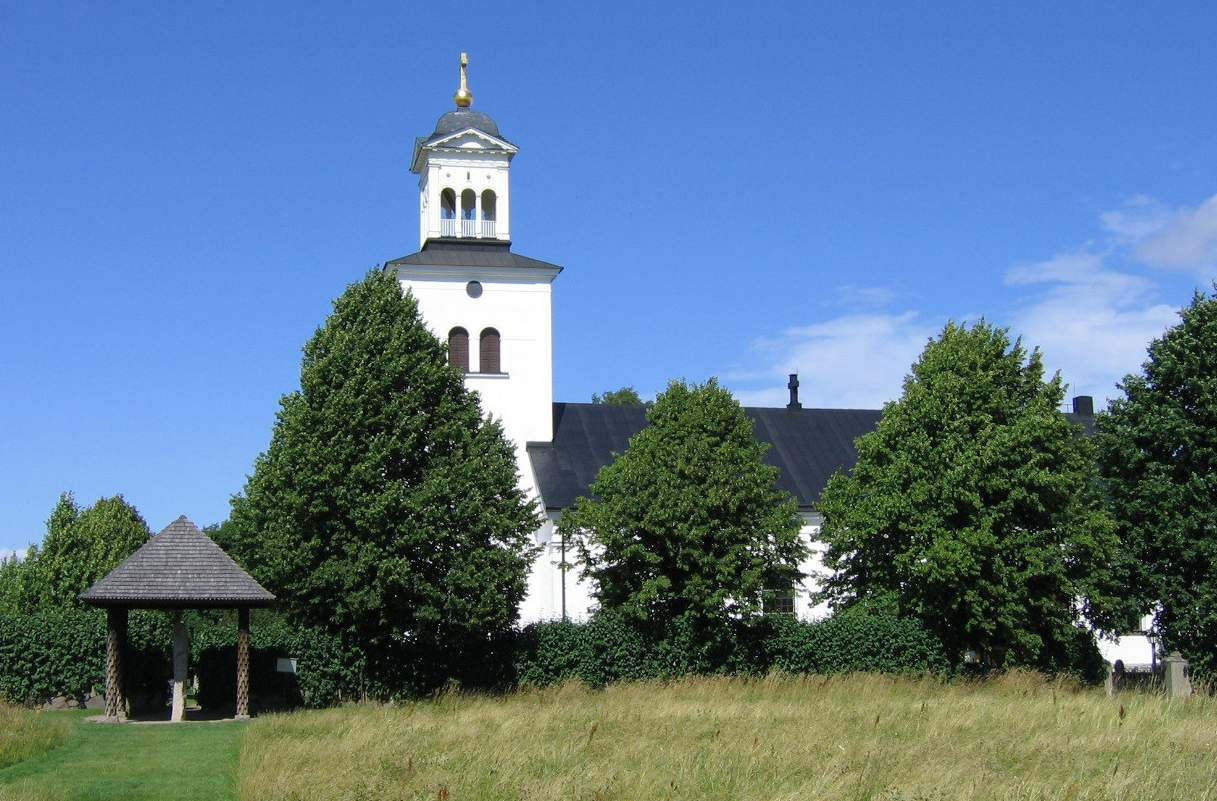
La pietra si trova sotto un tetto nei pressi della chiesa in cui venne rinvenuta

Racconto la leggenda popolare / al giovane uomo, dei due bottini di guerra, delle dodici volte che vennero presi come bottino di guerra, sia insieme da varie persone.
Questo dico per secondo, che nove generazioni fa perse la propria vita a causa degli Hreidgoti; per le loro offese.
Þjóðríkr il grosso,

capo dei guerrieri del mare,

governò le coste del Hreiðsea.

Ora siede armato

sul suo (cavallo) Got(ic)o,

il suo scudo allacciato,

il principe dei Mæringi.
Dico questo per dodicesimo, dove il cavallo di Gunnr vede foraggio sul campo di battaglia, dove venti re giacciono.
Questo dico per tredicesimo, che venti re stettero a Sjólund per quattro inverni, di quattro nomi, nati da quattro fratelli: cinque Valkis, figli di Hráðulfr, cinque Hreiðulfrs, figli di Rugulfr, cinque Háisl, figli di Hôrðr, cinque Gunnmundrs/Kynmundrs, figli di Bjôrn.
Ora racconto la storia completa. Qualcuno ...
Racconto la leggenda popolare / al giovane uomo, della linea di Ingold ripagata dal sacrificio di una moglie.
Racconto la leggenda popolare / al giovane uomo, a cui nacque un parente, ad un uomo valoroso. E' Vélinn. Egli può sconfiggere un gigante. E' Vélinn ... [Nit]
Racconto la leggenda popolare / al giovane uomo: Þórr. Sibbi di Vé, nonagenariano, ebbe (un figlio)»

## La strofa di Teodorico

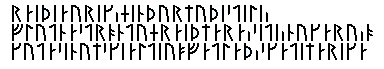
La strofa di Teodorico è scritta su tre righe in fuþark recente.

## Interpretazione
A parte i già citati Teodorico, Gunnr ed il dio norreno Thor, le altre persone e le creature mitologiche sono sconosciute. Sono state ipotizzate alcune interpretazioni:
I due bottini di guerra sarebbero probabilmente due armi preziose, ad esempio una spada ed uno scudo o un elmo. Esistono numerose storie simili nei poemi epici germanici.
I Hreidgoti citati sono un nome poetico usato per riferirsi agli Ostrogoti, utilizzato anche in altre fonti. Non si sa a quale mare faccia riferimento il termine Hreiðsea. Considerando la posizione geografica degli Ostrogoti al tempo di Teodorico, dovrebbe essere il mar Mediterraneo.
La parte su Teodorico (morto nel 526) probabilmente si riferisce alla sua statua a Ravenna, spostata ad Aquisgrana da Carlo Magno. Questa statua era molto famosa e raffigurava Teodorico con lo scudo allacciato al braccio sinistro, e la lancia in resta nella mano destra. Mæringi è uno dei modi in cui viene chiamata la famiglia di Teodorico. Secondo il poema in antico inglese Deor (900), Teodorico regnò sul "castello dei Mæringi" (Ravenna) per trenta anni. Le parole su Teodorico possono essere collegate alla frase precedente, in questo senso la pietra parlerebbe della morte di Teodorico: morì circa nove generazioni prima che la pietra fosse scolpita, e la chiesa lo considerava un imperatore crudele e senza Dio, per cui secondo qualcuno potrebbe essere morto per le proprie offese. La persona morta potrebbe anche essere qualcun altro.
Gunnr, il cui "cavallo vide foraggio sul campo di battaglia", è presumibilmente una valchiria (già nota nella mitologia norrena), ed il suo "cavallo" sarebbe un lupo. Questo tipo di licenza poetica è conosciuto col nome di kenning nell'antica tradizione poetica norrena.
La storia dei venti re dice che furono quattro gruppi di cinque fratelli ognuno, in ogni gruppo i fratelli condividevano il nome, e che i padri erano tra loro fratelli (4 x 5 = 20). Questa estratto di mitologia sembra fosse comune a quel tempo, ma è stata totalmente persa. La Sjólund è simile al nome dato a Roslagen da Snorri Sturluson, ma è stato spesso interpretato con Zelanda (che attualmente fa parte della Danimarca).
A partire dal pezzo circa Ingold, il testo diviene incredibilmente difficile da leggere. Mentre la prima parte è scritta con le 16 comuni rune corte del fuþark recente, qui Varin passa alle 24 del fuþark antico e a rune cifrate. Si suppone che questa mossa fosse intenzionale, e che le righe che seguono abbiano a che fare con leggende su Varin e sulla sua tribù.
Dopo le parole E' Vélinn ... segue il termine Nit. Questa parola non è mai stata interpretata, ed il suo significato è oscuro.
Nell'ultima riga lo scultore invoca il dio Thor, e poi dice che Sibbi "del santuario" ebbe un figlio all'età di novanta anni. Dal momento che Thor viene evocato prima di parlare del collegamento di Sibbi col santuario e della sua vigoria a quell'età, potrebbe trattarsi di un consiglio sul fatto che essere un devoto credente porta benefici.

## Ipotesi
Sono state avanzate numerose ipotesi circa la pietra ed il suo significato. Tra le più comuni ci sono:
- Varinn scolpì la pietra solo per onorare il figlio morto, e l'inclusione di passaggi mitici è solo una fantasia (teoria di Elias Wessén). Esistono forti prove che sostengono questa visione, non ultimo il fatto che si parla di Thor; l'uso di una divinità in questo contesto è un sintomo di quello che sarebbe successo in futuro (prima dell'arrivo del Cristianesimo), quando sulle tombe venivano spesso incise dediche come þórr vigi, "possa Thor proteggerti".
- Varinn scolpì la pietra per convincere la sua tribù a venerare il figlio morto. La drammatica battaglia potrebbe essere stata la causa della morte del figlio (teoria di Otto von Friesen)
- Varinn scolpì la pietra per conservare i miti tribali, essendo stato un Thyle, cantore cerimoniale del suo ætt (clan); professione che passò al figlio. Temendo che le storie si sarebbero perse a causa della morte del figlio, tentò di conservarne una versione sintetizzata nella roccia.[4]
- La pietra era un simbolo per aumentare la fama del capotribù (visto che la pietra non poteva passare inosservata per chi transitava per quelle terre). Tentò di giustificarne la posizione mostrandone una lunga catena di potenti antenati.
- Il campo di battaglia in cui giacquero venti re è stato collegato (almeno da Herman Lindkvist) alla Battaglia del Brávellir che, nella mitologia norrena, si svolge non lontano dalla pietra, 50 anni prima della sua incisione.
- Secondo una teoria avanzata da Åke Ohlmarks, Varinn era il locale capotribù, e quello che faceva sacrifici agli dei. Quindi arrivò sant'Oscar, il primo a portare la cristianità in Svezia, e la moglie del figlio di Varin, Vémóðr/Vámóðr, venne da lui battezzata. Varinn venne obbligato a sacrificare il proprio figlio agli dei come indicato nel verso: "Racconto la leggenda popolare / al giovane uomo, della linea di Ingold ripagata dal sacrificio di una moglie" (il termine "husl" può essere interpretato come "sacrificio" o come "battesimo"). Brevemente: Vémóðr/Vámóðr pagò con la propria vita per il tradimento che la moglie fece agli dei, e Varinn dovette ucciderlo. Questo potrebbe anche essere il motivo per cui Varinn usò il termine "faigian" (prossimo alla morte) invece di "dauðan" (morto) nella prima riga.[5]